# Sint-Dionysiuskerk (Nijswiller)
De Sint-Dionysiuskerk is een kerkgebouw in Nijswiller in de Nederlands Zuid-Limburgse gemeente Gulpen-Wittem. Het gebouw staat aan de Kerkstraat in het dorp en wordt omgeven door een kerkhof met enkele oude grafkruisen. Vanaf de zuidzijde gezien ligt de kerk hoger. Aan de noordkant is ze in de helling enigszins uitgegraven.
Het gebouw is opgetrokken uit kalksteen en bestaat uit een eenbeukig schip met dakruiter en een ingang aan de zuidkant. Het dak en de dakruiter zijn met leien gedekt. Het schip en de viering hebben een zadeldak, andere delen hebben een lessenaarsdak die hoog tegen het koor sluit.
Het gewelf van het schip is een houten tongewelf. Ook het koorgewelf is in hout opgetrokken. Verder is het gebouw van binnen licht gepleisterd. Aan de buitenzijde is het gebouw opgetrokken in Kunrader kalksteen.
Het kerkgebouw is een rijksmonument en is opgedragen aan Sint-Dionysius.

## Geschiedenis
Reeds in 1178 bestond een romaanse kapel.
In de 16e eeuw behoorde deze tot de parochie van Eys.
In 1802 kwam ze in de parochie van Mechelen te liggen.
In 1835 kwam ze in de parochie van Wahlwiller te liggen.
In 1895-1896 werd de kerk aanzienlijk uitgebreid. Aan de oostkant werd naar de plannen van architect Pierre Cuypers een driebeukig gedeelte met absidaal gesloten zijkapellen en een eenbeukig rondgesloten koor gebouwd. Tevens werd het 12e-eeuwse schip verhoogd.
In 1905 werd het gebouw ingrijpend vernieuwd naar de plannen van Pierre Cuypers. Bij deze vernieuwingen verdwenen de rondboogvensters uit de 17e eeuw van het toenmalige koor met hun omlijstingen van Naamse steen. Tevens verdwenen de segmentboogvensters uit de 18e eeuw met omlijstingen van Naamse steen aan de lange zijden van het schip en aan de ingang in de zuidelijke gevel van het schip. Verder verdwenen aan de westzijde twee bakstenen segmentboogvensters. De muren van het schip werden verhoogd met als gevolg dat het dak een flauwere helling kreeg en men vergrootte de galmgaten van de dakruiter. De verhoging van de muren van het schip is boven de ramen duidelijk nog te herkennen.

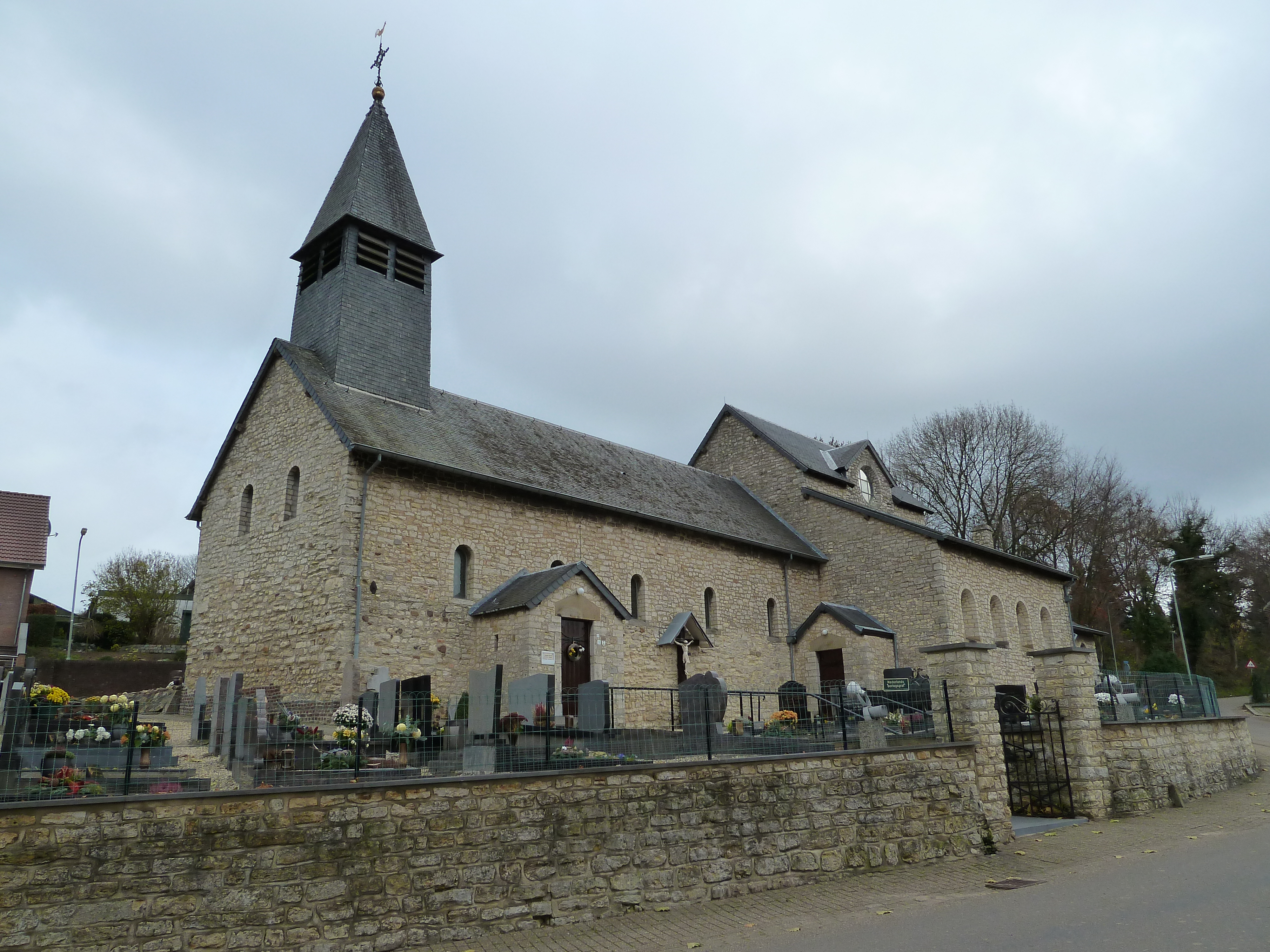